# Буриньон, Антуанетта
Антуане́тта Буриньо́н (фр. Antoinette Bourignon, род. 1616, Лилль, Французская Фландрия — ум. 1680; Франекер) — французская публицистка и издатель, основательница секты буриньонистов, христианских мистиков.

## Биография
Она родилась с тяжелой расщелиной губы и нёба, и изначально «обсуждалось, стоит ли её жизнь сохранять». Но последующая операция полностью устраняет врожденный дефект. 
По её собственному признанию, она была привлечена к религии с раннего возраста, «читала лекции своим родителям по религии» ещё в возрасте пяти лет.
В юности Антуанетта Буриньон, начитавшись книг мистического содержания, убежала из родительского дома, чтобы уклониться от замужества.  
После смерти родителей она оказалась обладательницей значительного состояния и в 1662 году стала начальницей госпиталя в городе Лилле. 
В 1667 году, рассказывая о своих видениях, собрала вокруг себя группу приверженцев, но в 1671, в страхе перед судом — вынуждена была бежать и поселилась на острове Нордштранд, откуда стала распространять свои сочинения, печатая их в собственной типографии.  
Снова осуждённая, она переселилась вместе со своим приверженцем, пастором Пьером Пуаре в восточную Францию, где она основала госпиталь. 
Антуанетта Буриньон скончалась в городе Франекер, Бельгия в 1680 году.
Сочинения А. Буриньон, написанные с увлекательным красноречием,  издавались пастором Пуаре в течение десяти лет в Голландии,  в Амстердаме (1679 — 1689; в двадцати пяти томах).